# Павловський заказник
Павловський заказник — гідрологічний заказник місцевого значення. Об'єкт розташований на території Звенигородського району Черкаської області, в адмінмежах Ризинської сільської ради.
Площа — 1,4 га, статус отриманий у 2010 році.
Охороняється водно-болотний масив з типовою рослинністю, регулятор гідрологічного режиму.